# Furtună de timp (roman)
Furtună de timp (în engleză Time Storm) este un roman științifico-fantastic de Gordon R. Dickson publicat de editura St. Martin's Griffin în 1977. A câștigat Premiul Jupiter și a fost nominalizat la Premiul Locus pentru cel mai bun roman științifico-fantastic și Premiul Hugo pentru cel mai bun roman în 1978. În limba română a fost tradus de Liviu Radu și a fost publicat de Editura Nemira, în Colecția Nautilus, în 1997.

## Prezentare
În viitorul apropiat, liniile timpului se schimbă devastând Pământul. Pe unde trec, apa și pământul sunt transformate în trecut și viitor, aducând ravagii, distrugere și anihilare cu dezastre naturale cum nu au mai fost niciodată. Omenirea este aproape ștearsă, rămânând doar o mână de supraviețuitori.
Marc Despard este un om care nu poate renunța. Furia sa îl blochează într-un război privat cu tot universul, pe măsură ce se trezește dedicat propriei distrugeri, aceasta fiind singura sa cale spre victorie. El ajunge la o descoperire solitară a sinelui care învață smerenia, înțelepciunea și, în cele din urmă, curajul de a se lăsa iubit.
Fata care îl însoțește este victima furtunii temporale. A fost rănită atât de profund încât la început nimic nu o poate face să vorbească, dar în cele din urmă, ea alege să trimită ceea ce este ea însăși dincolo de limitele universului, pentru a-i aduce lui Despard înțelegerea care îl va elibera.
Leopardul este neantrenat și mortal, victima nebună a Timpului care a luat-o razna - acesta îi iubește pe cei doi oameni (Despard și Fata) cu o iubire neclintită care transcende spațiul și timpul. În cele din urmă, el ajunge dincolo de moartea însăși pentru a-i schimba pe cei doi - ceea ce înseamnă mai mult pentru sufletul său sălbatic decât tot ceea ce a fost sau va fi vreodată. 